# بچه فلامینگو
بچه فلامینگو (به انگلیسی: The Flamingo Kid) فیلمی محصول سال ۱۹۸۴ و به کارگردانی گری مارشال است. در این فیلم بازیگرانی همچون مت دیلون، ریچارد کرنا، هکتور الیزوندو، جسیکا والتر، جنت جونز، برایان مک‌نامارا، فیشر استیونس، لیون رابینسون، برانسون پینچوت، جو گریفاسی، استیون وبر، اریک داگلاس، مریسا تومی و تریسی رینر ایفای نقش کرده‌اند.